# Igreja Internacional das Boas Novas
Good News International Ministries (GNIM; em português:  Igreja Internacional das Boas Novas), comumente conhecido toponimicamente como o Culto Malindi e anteriormente como Servant P.N. Mackenzie Ministries), é um novo movimento religioso - às vezes listado como cristão, mas se afastando muito do cristianismo niceno tradicional - baseado no condado de Kilifi, no Quênia, que foi fundado em conjunto por Paul Nthenge Mackenzie (também escrito Makenzi) e sua esposa em 2003.
O grupo atraiu a atenção internacional em abril de 2023, quando foi revelado que Mackenzie teria instruído os membros a passar fome em massa para "encontrar Jesus", resultando na morte de pelo menos 109 pessoas. O grupo, muitas vezes descrito como um seita, é inflexivelmente antiocidental e considera amenidades como saúde, educação e esportes como "males da vida ocidental", sendo que Mackenzie condena os Estados Unidos, as Nações Unidas e a Igreja Católica como "ferramentas de Satanás". O grupo também dedica grande parte de seus ensinamentos ao fim dos tempos. Eles pretendem ser seguidores da "Mensagem do Fim dos Tempos" de William Marrion Branham. Detetives trabalhando no caso disseram que o grupo foi radicalizado pelos ensinamentos de Branham, o que levou à morte deles.
Mackenzie fundou o GNIM em 2003 e acumulou muitos seguidores, em grande parte devido ao sucesso em convencer seus adeptos de que ele poderia falar diretamente com Deus. A partir do final da década de 2010, a igreja do Mackenzie começou a receber uma onda renovada de escrutínio em relação às práticas internas da organização. Em 2017, Mackenzie e sua esposa enfrentaram várias acusações relacionadas à igreja. Ele foi punido por incitar os alunos a abandonar a educação após denunciá-la como "ímpia", além de radicalizar e negar atendimento médico às referidas crianças posteriormente; várias crianças morreram como resultado e, em 2017, 93 crianças foram resgatadas por autoridades governamentais. Após outra prisão em 2019, ele partiu de Malindi e se dirigiu para a floresta Shakahola, onde ocorreu a fome em massa de 2023.

## História
A Igreja Internacional das Boas Novas foi fundada em 2003 por Paul Nthenge Mackenzie e sua esposa, Joyce Mwikamba, inicialmente como uma pequena igreja. Antes da fundação, Mackenzie trabalhou como motorista de táxi em Nairóbi de 1997 a 2003, período em que recebeu acusações quatro vezes por seus sermões, mas foi absolvido por falta de evidências. Quando a igreja começou a prosperar, a dupla mudou-se para a vila de Migingo, em Malindi. Mackenzie conseguiu reunir um grande número de seguidores, em grande parte convencendo sua congregação de que ele poderia se comunicar pessoalmente com Deus.
Em 2016, segundo relatos não confirmados, um membro do grupo vendeu sua propriedade na ilha de Lamu para Mackenzie por 20 milhões de Xelins. O pregador supostamente usou esse dinheiro para comprar propriedades nas cidades de Mombasa e Malindi, bem como dois veículos, e para financiar uma estação de televisão para transmitir sua mensagem. A mudança de seus seguidores convenceu vários outros membros a seguir o exemplo, que venderam suas propriedades e doaram o dinheiro para a igreja.
Em 2017, Mackenzie e Mwikamba foram acusados de promover a radicalização, além de negar o acesso de crianças a cuidados de saúde e educação, e também por administrar uma escola e uma estação de televisão não autorizadas; A estação de televisão foi desativada no ano seguinte pelo Conselho de Classificação de Filmes do Quênia. Várias crianças morreram por falta de assistência médica e, em 2017, autoridades governamentais resgataram 93 crianças da igreja de Mackenzie. Em 2018, ele foi criticado por líderes comunitários, incluindo a então deputada de Malindi, Aisha Jumwa e outros ativistas por incitar crianças a abandonar a escola, muitas vezes sem o consentimento dos pais. Eles foram absolvidos pelos oficiais de investigação.
Em 2019, Mackenzie foi preso por incitar o público contra as inscrições para o programa governamental queniano Huduma Namba, comparando-o à marca da besta. Ele também foi acusado de lavagem cerebral e sequestro de crianças para juntá-las à sua seita. Mackenzie foi apoiado durante seu julgamento por várias igrejas e ministros, incluindo os Jesus Christians e outros seguidores dos ensinamentos de William Branham. Ele foi absolvido e posto em liberdade.
Foi após esse incidente que ele fechou sua igreja em Migingo e se mudou para uma comuna remota em Shakahola, antes do massacre por fome em abril de 2023.

## Ensinamentos
De acordo com o website do grupo e relatórios da mídia, eles pretendem ser seguidores da Mensagem do Fim dos Tempos de William Branham, uma rede global informal de igrejas que emergiu do Pentecostalismo Unicista. Investigadores descobriram livretos dos ensinamentos de Branham na comuna de Mackenzie. O canal de Mackenzie no YouTube contém vídeos que promovem os ensinamentos de Semente da serpente, cujas versões são usadas por supremacistas brancos para oprimir raças não-brancas e impedir a mistura racial. Embora a Semente da serpente seja descendente da teologia da Identidade Cristã de Wesley Swift, nem todos os adeptos estão cientes de suas origens raciais e ainda implementam o ensinamento de forma a prevenir a mistura racial e reforçar a segregação racial.
Os ensinamentos de Mackenzie foram descritos como colocando uma profunda ênfase nos avisos do fim dos tempos e como antiocidentais. Mackenzie protestou contra os "males da vida ocidental", que incluem serviços médicos, educação, alimentação, esportes, música e a "inutilidade da vida". Em uma canção intitulada "The Antichrist" ("O anticristo"), ele denunciou a Igreja Católica, os Estados Unidos e as Nações Unidas como ferramentas de Satanás.
Mackenzie acreditava que o sistema de identificação biométrico queniano chamado Huduma Namba era a marca da besta, em alinhamento com os ensinamentos de Branham. Ele divulgou as teorias da conspiração entre seus seguidores, insistindo que o fim dos dias estava iminente.
Embora a maioria dos adeptos do grupo sejam quenianos, alguns eram originários da Tanzânia, Uganda e Nigéria.

## Incidente do massacre por fome
Nas primeiras semanas de abril de 2023, um homem contatou a polícia depois que sua esposa e filha deixaram Nairóbi para ingressar na remota comuna de Mackenzie no condado de Kilifi e não retornaram. Quando a polícia entrou na comunidade para investigar, eles descobriram pessoas emaciadas e covas rasas. Quinze integrantes do grupo foram resgatados pela polícia; eles afirmaram que receberam ordens de morrer de fome para "encontrar Jesus". Os 15 seguidores estavam em péssimas condições e quatro morreram antes de chegarem ao hospital.
Nas três semanas seguintes, a polícia vasculhou a comuna de 800 acres (3,2 km²), encontrando mais sepulturas rasas e outros sobreviventes que estavam morrendo de fome. Os primeiros corpos recuperados das sepulturas eram em sua maioria crianças. A polícia acredita que uma das sepulturas contém os corpos de cinco membros da mesma família - três crianças e seus pais. Uma das sepulturas tinha até seis pessoas dentro dela. Alguns dos corpos não foram enterrados. As autoridades também descobriram vários outros indivíduos emaciados, incluindo um que havia sido enterrado vivo por três dias e posteriormente levado a um hospital para tratamento. As autoridades locais começaram a solicitar assistência de outras jurisdições para ajudar nos esforços da comuna. As autoridades acreditavam que um número desconhecido de pessoas desaparecidas ainda estava escondido na floresta da comuna e fugindo das autoridades enquanto continuava a jejuar. As autoridades relataram que os membros da comuna estavam tentando ativamente impedir seus esforços para encontrar sobreviventes.
De acordo com depoimentos à polícia, Mackenzie disse a seus seguidores que "o jejum só contaria se eles se reunissem e oferecesse a eles sua fazenda como local de jejum. Eles não deveriam se misturar com ninguém do mundo 'externo' se quisessem ir para céu e destruir todos os documentos fornecidos pelo governo, incluindo identidades nacionais e certidões de nascimento."
110 mortes foram relatadas até 28 de abril de 2023, incluindo oito que foram resgatados, mas morreram depois. A maioria das mortes foi de crianças, com as mulheres sendo o segundo maior grupo, de acordo com o ministro de assuntos interiores, Kithure Kindiki. Ele também afirmou que nem todas as mortes foram por fome; "havia outros métodos usados, inclusive feri-los, apenas por meio de observações físicas e preliminares." A Cruz Vermelha do Quênia informou em 26 de abril que 311 pessoas, incluindo 150 menores de idade, estão desaparecidas. Em 28 de abril, o número de desaparecidos havia subido para 360, incluindo 198 menores. Em 26 de abril, a contagem de sobreviventes resgatados era de 39.
Mackenzie e outros 14 membros do culto foram presos pelas autoridades e estão sob custódia policial. Em 26 de abril, foi relatado que 22 pessoas foram presas
Em 24 de abril, as equipes de busca tiveram que parar de cavar em busca de corpos até que as autópsias fossem concluídas nos primeiros 90 corpos encontrados porque o necrotério do Hospital do Sub-Condado de Malindi estava ficando sem espaço para armazenar os corpos. Em 28 de abril, foi relatado que fortes chuvas estavam retardando os esforços de resgate e recuperação. “Mackenzie fez lavagem cerebral em seus convertidos usando a Teologia do Fim dos Dias de William Branham e os convenceu de que a fome poderia acelerar sua fuga desta vida para estar com Jesus”, disseram os detetives da unidade de homicídios.

### Reações
O presidente do Quênia, William Ruto, disse que as crenças de Mackenzie eram contrárias à religião autêntica.
O Ministério de assuntos interiores do Quênia, Kithure Kindiki, disse: "Esta horrenda praga em nossa consciência deve levar não apenas à punição mais severa do(s) perpetrador(es) da atrocidade em tantas almas inocentes, mas também a uma regulamentação mais rígida (incluindo auto-regulação) de cada igreja , mesquita, templo ou sinagoga daqui para frente."
Massimo Introvigne, do Centro de Estudos sobre Novas Religiões (CESNUR), disse: "Mackenzie pode ou não ser culpado de homicídio culposo ou homicídio por pregar jejum até a morte". Ele também disse que grupos, como os Jesus Christians, que apoiaram Mackenzie e protestaram contra sua prisão em 2019 com argumentos de liberdade religiosa, não devem ser responsabilizados ou ter suas liberdades religiosas cerceadas.

## Outra suposta seita relacionada
Um segundo pastor, também baseado em Malindi, foi preso alguns dias depois do incidente de fome de Mackenzie. As autoridades disseram que Ezekiel Odero logo enfrentaria acusações criminais relacionadas ao assassinato em massa de seus próprios seguidores. Várias mortes foram registradas em sua igreja entre 2022 e 2023, e a polícia acredita que esses corpos podem ter sido transferidos para a Floresta Shakahola. Mais de 103 seguidores foram evacuados das instalações do Centro de Oração e Igreja Nova Vida e devem prestar declarações. A polícia ainda não confirmou se os dois grupos estão ligados.